# Vassili Livànov
Vassili Boríssovitx Livànov (en rus: Васи́лий Бори́сович Лива́нов; Moscou, 19 de juliol de 1935) és un actor de cinema, director de cinema i dibuixos animats, guionista i escriptor soviètic i rus. Artista del Poble de l'RSFSR (1988). És conegut sobretot pel paper de Sherlock Holmes en la famosa sèrie de pel·lícules de televisió soviètiques Les aventures de Sherlock Holmes i del doctor Watson (1979–1986), dirigides per Ígor Màslennikov. El 20 de febrer de 2006, Livànov va esdevenir Membre de l'Orde de l'Imperi Britànic (MBE) "pel seu servei a les arts teatrals i escèniques", suposadament gràcies al paper de Sherlock Holmes.
El seu pare, Borís Livànov, va ser un actor destacat del Teatre d'Art de Moscou. Vassili va ser educat en un ambient artístic, va treballar amb el seu pare i va conèixer molts actors soviètics, com per exemple Olga Knípper i Alla Taràssova. Livànov es va graduar a l'escola de teatre Vakhtàngov i va començar la seva carrera cinematogràfica el 1959. El seu primer paper important va ser en l'adaptació de l'obra Col·legues (Коллеги) del seu amic Vassili Aksiónov el 1962, que va coprotagonitzar al costat de Vassili Lanovoi i Oleg Anófriev.
El seu estil de vida més aviat bohemi va fer descarrilar la seva carrera cinematogràfica. A les pel·lícules produïdes durant els anys 1960 i 1970 les seves aparicions van ser molt escasses. Es va convertir en la veu que hi havia darrere de famosos personatges de dibuixos animats soviètics, com Karlsson i Guena el Cocodril, gràcies a la seva veu ronca. També va fer una nova contribució a la companyia de dibuixos animats Soiuzmultfilm i va coescriure el guió de la pel·lícula d'animació Els músics de Bremen, una adaptació modernitzada del conte popular del mateix nom. També va dirigir algunes pel·lícules d'animació, com per exemple L'Ocell Blau.